# Comuna de Szydłowiec
Szydłowiec (polaco: Gmina Szydłowiec) é uma gminy (comuna) na Polónia, na voivodia de Mazóvia e no condado de Szydłowiecki. A sede do condado é a cidade de Szydłowiec.
De acordo com os censos de 2004, a comuna tem 19 390 habitantes, com uma densidade 140,4 hab/km².

## Área
Estende-se por uma área de 138,15 km², incluindo:
- área agrícola: 53%
- área florestal: 38%

## Demografia
Dados de 30 de Junho 2004:
|                      | Total   | Total | Mulheres | Mulheres | Homens  | Homens |
| -------------------- | ------- | ----- | -------- | -------- | ------- | ------ |
|                      | pessoas | %     | pessoas  | %        | pessoas | %      |
| População            | 19 390  | 100   | 9814     | 50,6     | 9576    | 49,4   |
| Densidade (pop./km²) | 140,4   | 100   | 71       | 71       | 69,3    | 69,3   |

De acordo com dados de 2002, o rendimento médio per capita ascendia a 1123,89 zł.

## Comunas vizinhas
- 20px Bliżyn
- 20px Chlewiska
- 20px Jastrząb
- Mirów
- 20px Orońsko
- 20px Skarżysko Kościelne
- 20px Skarżysko-Kamienna
- Wieniawa